# Vretstorps keramik

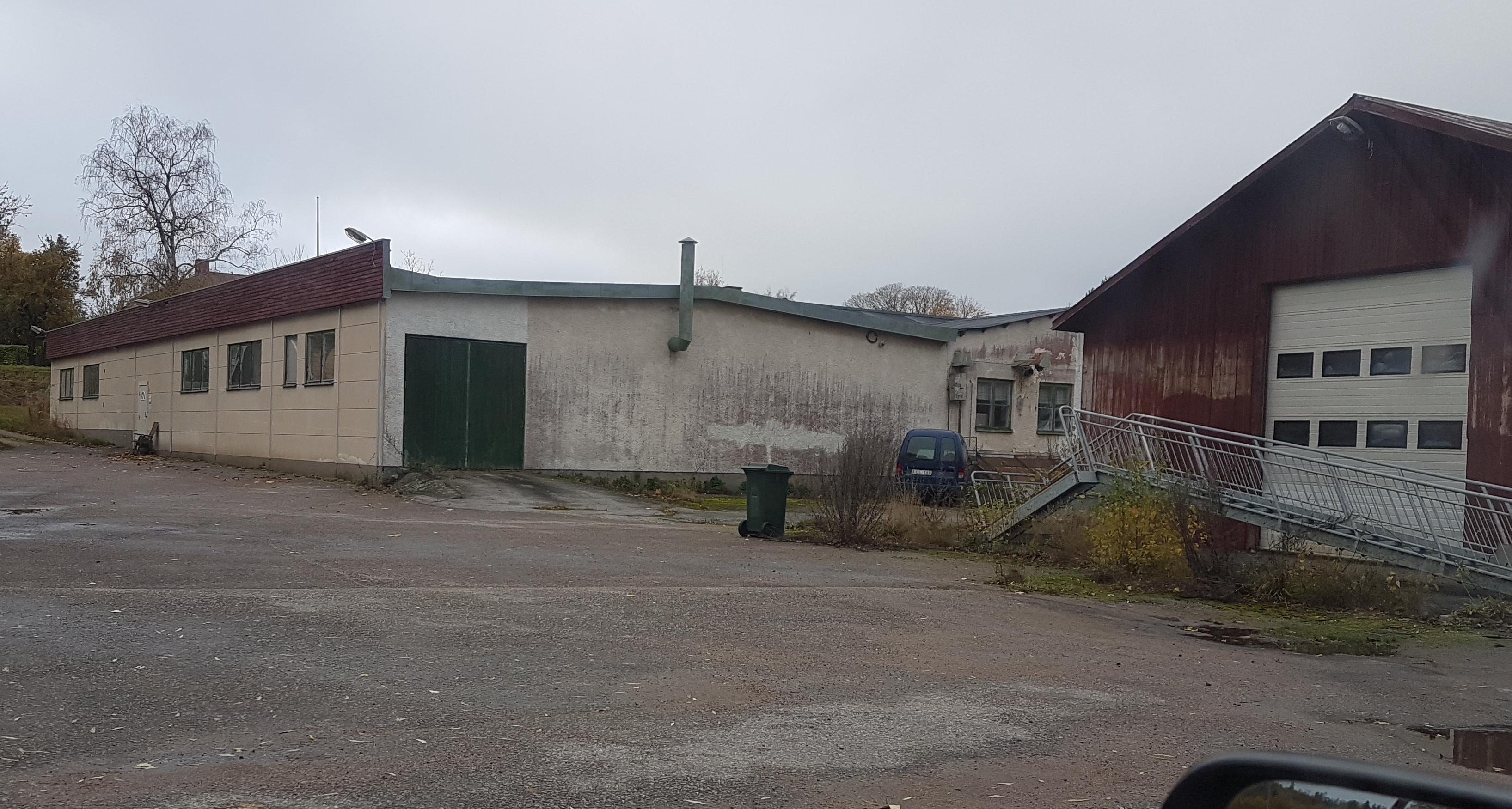
Vretstorps keramiks tidigare lokaler

Vretstorps keramik AB, (Steninge Lervarufabrik Vretstorp) var en keramikfabrik i Vretstorp.
Företaget etablerades som ett dotterbolag till Steninge Lervarufabrik 1949. Eftersom Vretstorp saknar lera hämtades råvaran i Märsta utanför Stockholm och Fjugesta i Närke. Vid etableringen ansågs den vara en av landets modernaste lervarufabriker. Råvaran (leran) genomgick en behandling i stora filterpressar som gav en ren och porfri lermassa som sedan formades till föremål i stora maskinpressar eller i slunggjutningsmaskiner. Efter att föremålen lufttorkat några veckor brändes de i automatiska elugnar i en temperatur av 980 grader i 8 timmar. Några föremål glaserades i  Vretstorp och genomgick ytterligare en bränning, men huvudparten av tillverkningen lämnade fabriken utan glasyr. I Vretstorps tillverkades blomkrukor, elementfuktare, smörkylare och blomlådor. Det förekom ingen formgivning i Vretstorp utan modellerna och gjutformarna levererades från Steninge huvudfabrik i Märsta. Steninge sålde verksamheten 1967 och de nya ägarna fick vid 1970-talets slut stor konkurrens från lågprisimporterad keramik som blev orsaken till företagets lönsamhetsproblem. År 1982 gick Vretstorps keramik i konkurs.